# Microcyrtura campsicnemoides
Microcyrtura campsicnemoides är en tvåvingeart som beskrevs av Robinson 1964. Microcyrtura campsicnemoides ingår i släktet Microcyrtura och familjen styltflugor. Inga underarter finns listade i Catalogue of Life.